# Infomercial
Infomerciais, programação paga, televendas ou teleshopping são propagandas de televisão que geralmente inclui um número de telefone gratuito ou website que costumam durar o mesmo tempo que um programa de televisão típico. Esse fenômeno começou nos Estados Unidos, onde os infomerciais eram normalmente exibidos durante a noite (geralmente das 2:00 às 6:00), fora do horário nobre para emissoras comerciais. Algumas estações de televisão exibem esse tipo de programação como uma alternativa a prática em desuso do encerramento de transmissões ou exibem infomerciais 24 horas por dia. Em 2009, a maioria dos gastos com infomerciais nos EUA ocorreu durante as primeiras horas da manhã, do dia e da noite. As estações na maioria dos países em todo o mundo instituíram estruturas de mídia semelhantes. Na Europa são normalmente exibidos fora do horário nobre, como na madrugada, durante a manhã ou durante a tarde e até mesmo no horário nobre.
Embora o termo "infomercial" tenha sido originalmente aplicado apenas à publicidade televisiva, agora é às vezes usado para se referir a qualquer apresentação (geralmente em vídeo) que apresente uma quantidade significativa de informações em uma tentativa real ou percebida de promover um ponto de vista. Quando usado dessa maneira, o termo pode significar levar a implicação de que a parte que está fazendo a comunicação está exagerando as verdades ou ocultando fatos importantes. Muitas vezes, não está claro se a apresentação real se encaixa nessa definição porque o termo é usado na tentativa de desacreditar a apresentação. Assim, discursos ou convenções políticas podem ser denominados pejorativamente como "infomerciais" para um ponto de vista específico.
Os produtos freqüentemente comercializados através de infomerciais no nível nacional incluem produtos de limpeza, eletrodomésticos, dispositivos de preparação de alimentos, suplementos dietéticos, saúde alternativa, cursos de melhoria de memória, livros, álbuns de compilação, vídeos de vários gêneros, estratégias de investimento imobiliário, suprimentos de beleza, remédios de calvície, suplementos de realce sexual, programas de perda de peso e produtos, dispositivos de aptidão pessoais, máquinas de exercício de casa e linhas de conversa erótica de adultos. Concessionárias de automóveis, advogados e joalheiros estão entre os tipos de empresas que comercializam infomerciais em nível local.

## Formato
A palavra "infomercial" é uma aglutinação das palavras "informação" e "comercial". Como em qualquer outra forma de propaganda, o conteúdo é uma mensagem comercial projetada para representar os pontos de vista e servir ao interesse do anunciante. Os infomerciais são frequentemente feitos para se assemelhar aos programas de televisão padrão. Alguns imitam talk shows e tentam minimizar o fato de que o programa é na verdade uma mensagem comercial. Alguns são desenvolvidos em torno de histórias e são chamados de "comerciais de histórias". No entanto, a maioria não possui formatos de televisão específicos mas cria elementos diferentes para contar o que seus criadores esperam ser uma história convincente sobre o produto oferecido.
Infomerciais são projetados para ter uma resposta direta que é específica e quantitativa e são, dessa maneira, uma forma de marketing de resposta direta (não confundir com marketing direto). Por essa razão, os infomerciais geralmente apresentam entre dois e quatro comerciais internos de 30 a 120 segundos, que convidam o consumidor a ligar ou tomar outra ação direta. Apesar do pedido explícito por ação direta, muitos consumidores respondem às mensagens em um infomercial com compras em lojas de varejo. Para muitos infomerciais, a maior parte da resposta positiva é que os consumidores tomem medidas comprando em uma loja de varejo. Para outros, o anunciante promoverá o item como "não vendido nas lojas". Alguns anunciantes que fazem essa escolha não gostam de compartilhar o lucro com os varejistas, enquanto muitos simplesmente não têm os imensos recursos necessários para colocar seus produtos nos canais do varejo antes de alcançar o sucesso no ar. No último caso, muitos esperam usar o lucro vendas diretas para construir seus negócios/empresas para obter posterior distribuição no varejo. Em comerciais comuns, os anunciantes não solicitam uma resposta direta dos espectadores, mas, ao invés disso, ressaltam a marca do produto no mercado entre compradores potenciais.
Anunciantes de infomerciais podem usar bordões extravagantes, repetição de ideias básicas, e/ou empregar personagens vestidos como cientistas ou celebridades tais como convidados ou apresentadores das propagandas. No livro As Seen on TV por Lou Harry e Sam Stall ilustra a história de produtos memoráveis como o Flowbee, o Chia Pet, e as facas Ginsu. O Flowbee e as facas Ginsu foram trazidas ao ar pelo guru dos infomerciais Kevin Harrington. Muitos infomerciais apresentam ofertas por tempo limitado e/ou afirmam que os produtos só podem ser adquiridos pela televisão.

## História
Os Infomerciais proliferaram nos Estados Unidos após 1984 quando a FCC eliminou regras estabelecidas nos anos 50 e 60 sobre o conteúdo comercial da televisão. Muitas destas evoluções podem ser atribuídas aos parceiros de negócios Edward Valenti e Barry Beecher, que desenvolveram o formato para vender as facas Ginsu.
Alguns televangelistas como Robert Tilton e Peter Popoff compram horários televisivos de corretores de infomerciais representando estações de TV ao redor dos Estados Unidos e algumas redes de TV por assinatura que não se opõem a transmitir programação religiosa.
Infomerciais são frequentemente exibidos nos Estados Unidos e no Canadá durante os horários da madrugada e do início da manhã, porém é possível encontrar exibições durante a tarde ou mesmo no horário nobre. Existem canais por assinatura que se dedicam a exibir infomerciais 24 horas por dia ou exibem infomerciais como uma alternativa a prática em desuso do encerramento de transmissões.

## No Brasil
Os infomerciais são parte da programação de muitas redes de TV aberta no Brasil pelo menos desde a década de 1990. Produtos como as facas Ginsu, as meias Vivarina, os aparelhos auditivos Sonic 2000 e os travesseiros Countour Pillow tiveram durante anos suas propagandas exibidas através dos infomerciais do Grupo Imagem, especialmente os que eram exibidos na extinta Rede Manchete. A propaganda enfatizava o número (011) 1406, que depois seria mencionado na música 1406 dos Mamonas Assassinas.
Hoje o próprio Grupo Imagem foi extinto. O vácuo foi preenchido pela Polishop, pelo Shoptime e, mais recentemente, pelo BestShop TV. RedeTV!, TV Gazeta, Bandeirantes, SBT (apenas na parabólica) e CNT são algumas das redes abertas que exibem infomerciais. No mercado da TV por assinatura, diversas redes exibem infomerciais com canais inteiros dedicados ao segmento.
Por razão de suas normas rígidas a anúncios maiores que 60 segundos, a Rede Globo jamais chegou a levar ao ar quaisquer infomerciais em sua programação até o ano de 2020, quando uma de suas emissoras próprias, TV Globo Nordeste, produziu um programa local de televendas aos sábados para compensar a queda no faturamento comercial causada pela pandemia do Coronavírus. Posteriormente, as suas afiliadas receberam autorização da rede para criar programas com a mesma proposta nos espaços de programação local aos sábados, como a Rede Bahia e RPC.

### Paródias dos infomerciais
Vários programas já fizeram paródias aos infomerciais como por exemplo o Casseta e Planeta da Rede Globo, o programa Hermes e Renato da MTV Brasil, ambos extintos.
O Casseta e Planeta possuía duas empresas fictícias: as Organizações Tabajara e o Grupo Capivara.
Há inúmeros programas na televisão brasileira que tentam imitar de forma sarcástica o consumismo imposto pelos infomerciais.

## Crítica
Por causa da natureza por vezes sensacionalista da propaganda e da natureza questionável de alguns produtos, defensores do direito do consumidor recomendam investigação cuidadosa dos patrocinadores do infomercial, dos produtos que estão sendo divulgados, e de possíveis reclamações antes de efetuar uma compra. No início de um infomercial, as emissoras geralmente colocam avisos dizendo que "O programa a seguir é uma produção independente. Todo o seu conteúdo é de responsabilidade total de seus produtores e idealizadores."

## Frases geralmente usadas
- "Mas espere!" (após colocar uma oferta e antes de colocar outra, ainda melhor. Por exemplo: "Mas espere! Ligue agora e nós descontamos uma parcela e te damos de brinde este produto")
- "Por (número) suaves prestações de (preço), este produto pode ser seu!"
- "Se você não estiver satisfeito, garantimos a devolução do seu dinheiro."
- "Se você ligar nos próximos minutos, também ganhará…"
- "Ligue já para 011 1406 ou escreva para nós. Este é mais um lançamento exclusivo do Grupo Imagem Teleshop"